# Serradilla del Llano
Serradilla del Llano es un municipio y localidad española de la provincia de Salamanca, en la comunidad autónoma de Castilla y León. Se integra dentro de la comarca de Ciudad Rodrigo y la subcomarca de Los Agadones. Pertenece al partido judicial de Ciudad Rodrigo.
Su término municipal está formado por los núcleos de población de Serradilla y Porteros, ocupa una superficie total de 67,52 km² y según los datos demográficos recogidos en el padrón municipal elaborado por el INE en el año 2017, cuenta con una población de 167 habitantes.

## Geografía
Serradilla del Llano se ubica en el sur de la provincia de Salamanca, en el límite con la provincia de Cáceres.
| Noroeste: La Atalaya     | Norte: Serradilla del Arroyo | Noreste: Serradilla del Arroyo |
| Oeste: Zamarra y Agallas |                              | Este: Monsagro                 |
| Suroeste: Agallas        | Sur: Provincia de Cáceres    | Sureste: Provincia de Cáceres  |

También tiene un pequeño enclave situado al norte del término municipal entre los municipios de Serradilla del Arroyo y Ciudad Rodrigo.
Aparte del núcleo urbano principal, se encuentran otros como Río Chico o Porteros con apenas población o en estado de abandono.

## Historia
La fundación de Serradilla del Llano se remonta a la repoblación efectuada por los reyes de León en la Edad Media, quedando encuadrada en el Campo de Agadones de la Diócesis de Ciudad Rodrigo tras la creación de la misma por parte del rey Fernando II de León en el siglo XII, denominándose entonces Sierra del Llano. Con la creación de las actuales provincias en 1833, Serradilla del Llano quedó encuadrado en la provincia de Salamanca, dentro de la Región Leonesa.

## Geografía humana

### Demografía
Cuenta con una población de 138 habitantes (INE 2024).
| Gráfica de evolución demográfica de Serradilla del Llano entre 1842 y 2021                                            |
| |
| Población de derecho según los censos de población del INE. Población de hecho según los censos de población del INE. |

Según el Instituto Nacional de Estadística, Serradilla del Llano tenía, a 31 de diciembre de 2018, una población total de 154 habitantes, de los cuales 80 eran hombres y 74 mujeres. Respecto al año 2000, el censo refleja 270 habitantes, de los cuales 136 eran hombres y 134 mujeres. Por lo tanto, la pérdida de población en el municipio para el periodo 2000-2018 ha sido de 116 habitantes, un 43% de descenso.

## Monumentos y lugares de interés
Las vistas a la Sierra de Gata o el río Agadón suponen un atractivo para los turistas. En la población hallamos dos casas rurales y se espera la adecuación de unos terrenos para la instalación de caravanas en las cercanías del río Agadón. 

## Cultura

### Fiestas
Las fiestas del pueblo son en noviembre dedicadas a Santa Catalina el 25 de noviembre, pero las más seguidas son las del día de Cristo, el 6 de agosto.

## Administración y política
| Partido político                         | 2019  | 2019  | 2019       | 2015  | 2015  | 2015       | 2011  | 2011  | 2011       | 2007  | 2007  | 2007       | 2003  | 2003  | 2003       |
| Partido político                         | %     | Votos | Concejales | %     | Votos | Concejales | %     | Votos | Concejales | %     | Votos | Concejales | %     | Votos | Concejales |
| Partido Popular (PP)                     | 68,42 | 65    | 4          | 78,31 | 65    | 4          | 72,80 | 91    | 4          | 50,00 | 74    | 4          | 57,24 | 83    | 4          |
| Partido Socialista Obrero Español (PSOE) | 31,58 | 30    | 1          | 13,25 | 11    | 1          | 17,60 | 22    | 1          | 45,95 | 68    | 1          | 40,69 | 59    | 1          |
| Unión del Pueblo Salmantino (UPSa)       | —     | —     | —          | —     | —     | —          | —     | —     | —          | 2,03  | 3     | 0          | —     | —     | —          |